# Łomnicka Równia
Łomnicka Równia (niem. Grosse Kapuziner-Platte, Kapuziner-Platte), 898 m n.p.m.) – góra w Sudetach Środkowych w Górach Bystrzyckich, najwyższy szczyt w ich północnej części. Jest kulminacją długiego grzbietu ciągnącego się na północno-wschodniej krawędzi wierzchowiny pasma. Opada stromym uskokiem tektonicznym do Rowu Górnej Nysy.
Zbudowana jest z łupków krystalicznych i granitognejsów. Porośnięta jest prawie w całości sztucznymi monokulturami świerkowymi z licznymi haliznami.

## Szlaki turystyczne
Wschodnim podnóżem góry, Drogą Stanisława przechodzi szlak turystyczny:
- droga Szklary-Samborowice – Jagielno – Przeworno – Gromnik – Biały Kościół – Żelowice – Ostra Góra – Niemcza – Gilów – Piława Dolna – Góra Parkowa – Bielawa – Kalenica – Nowa Ruda – Sarny – Tłumaczów – Radków – Skalne Wrota – Pasterka – Karłów – Lisia Przełęcz – Białe Skały – Skalne Grzyby – Batorówek – Batorów – Skała Józefa – Duszniki-Zdrój – Schronisko PTTK „Pod Muflonem” – Szczytna – Zamek Leśna – Polanica-Zdrój – Przełęcz Sokołowska – Łomnicka Równia – Huta – Zalesie – Stara Bystrzyca – Bystrzyca Kłodzka – Pławnica – Szklary – Igliczna – Międzygórze – Jawor – Przełęcz Puchacza.